# Diego Higa
Diego Rafael Higa (Santos, 18 de março de 1997), é um piloto brasileiro de automobilismo, especialista em Drift. Diego é referência em Drift no Brasil e ficou conhecido por ter sido campeão da série Hyperdrive da Netflix, em 2019. Vencedor do Capacete de Ouro de 2019, da Confederação Brasileira de Automobilismo, possui mais de 38 troféus em sua carreira.
Atualmente, compete no SuperDrift Brasil com seu Nissan 350Z, preparando-o na NSC Garage, em Santos. É dono da Escola de Drift Diego Higa, na qual dá aulas usando seu estílo único de Drift.
Diego também ostenta o Vice-Campeonato Mundial de 2016, no King of Nations Drift World Championship e inúmeros recordes, como os de mais títulos (4) e mais títulos consecutivos (4) no Campeonato Brasileiro de Drift e de mais títulos (6) e mais títulos consecutivos (6) na SuperDrift Brasil.

## Início e Carreira
Nascido em Santos, Diego começou no BMX aos 10 anos de idade. Com 13 anos, ele migrou para o automobilismo, começando pelo kart, para, então, seguir ao Drift por influência de seu pai, que conheceu a modalidade nos anos em que viveu no Japão.
O primeiro carro de Diego foi uma Chevrolet Suprema, claramente inapropriada para o Drift. Ainda assim, nela ele aprendeu as técnicas necessárias para ingressar no esporte e se tornar um dos mais promissores talentos a nível mundial. Hoje compete regularmente em seu Nissan 350Z..
Ainda adolescente, Diego trabalhou com seus pais, Neto e Karen Higa, na NSC Garage, em Santos, oficina especializada na preparação de carros para Drift. Lá, Diego aprendeu a preparar seus carros e iniciou, de fato, sua carreira no automobilismo profissional.
Seu primeiro título foi em 2015, na SuperDrift Brasil, liga mais importante de Drift no Brasil e na América Latina. No ano seguinte, Diego se sagraria bicampeão do SuperDrift Brasil e levantaria seu primeiro título nacional, no Campeonato Brasileiro de Drift organizado pela Confederação Brasileira de Automobilismo (CBA). Ainda em 2016, Diego conquistaria o Vice-Campeonato Mundial de Drift.
Desde então, Diego se tornou o maior campeão brasileiro de Drift de todos os tempos, vindo a receber o Capacete de Ouro em 2019.

## Netflix Hyperdrive
Em 2019, com 21 anos de idade, Diego foi convidado a participar da série Hyperdrive, organizada pela Netflix, reunindo diversos pilotos de todo o mundo.
Diego entrou na competição com um Ford Mustang V8, patrocinado pela NSC Garage, Rodera e FuelTech, acompanhado de seu pai e treinador. Diego terminou sua bateria em primeiro lugar, garantindo um lugar na final. Após uma grande disputa com Alex François e Fielding Shredder, Diego sagrou-se campeão, consolidando sua notoriedade internacional.

## Exibições e Escola de Drift
Diego já participou de inúmeras exibições e gravações com influenciadores digitais e esportistas, além de ter participado de inúmeras ativações ao público, sempre com seu Nissan 350Z. As mais notórias foram ao lado da skatista brasileira, Letícia Bufoni, que é patrocinada pela Red Bull, e ao lado da influencer gamer e YouTuber Nyvi Estephan, jogando WildRift, jogo publicado pela Riot Games. Ele também tem um vídeo que se tornou viral, realizando Drift dentro de um posto de gasolina na cidade de Santos, patrocinado pela Rede Portal de Santos.
Ele treina regularmente num circuito privado na cidade de Registro, onde dá aulas em sua Escola de Drift e faz algumas das gravações a seu canal no Youtube..

## Carreira Profissional

### 2020
Hexacampeão consecutivo da SuperDrift Brasil. Não participou do Campeonato Brasileiro de Drift em decorrência da pandemia de COVID-19.

### 2019
Pentacampeão consecutivo da SuperDrift Brasil e Tetracampeão brasileiro consecutivo. Campeão da série Hyperdrive da Netflix, terminando tanto sua bateria, quanto a final, em 1.º lugar. Vencedor do Capacete de Ouro da Confederação Brasileira de Automobilismo.

### 2018
Tetracampeão consecutivo da SuperDrift Brasil e Tricampeão brasileiro consecutivo.

### 2017
Tricampeão consecutivo da SuperDrift Brasil e Bicampeão brasileiro consecutivo.

### 2016
Bicampeão consecutivo da SuperDrift Brasil e Campeão Brasileiro de Drift. Vice-campeão mundial no King of Nations Drift.

### 2015
Campeão da SuperDrift Brasil no primeiro ano de disputa.